# 黃帶織紋螺
黃帶織紋螺（学名：Nassarius crenoliratus）为織紋螺科織紋螺屬下的一个种。